# I Wan'na Be Like You (The Monkey Song)
I Wan'na Be Like You (The Monkey Song) is een lied geschreven door de Sherman Brothers. Het werd gezongen door Louis Prima en Phil Harris in de animatiefilm Jungle Book uit 1967. Een versie met Nederlandstalige songtekst werd gezongen door Willem Duyn.
Het nummer gaat over een aap die graag een mens wil zijn. Het nummer is een aantal keer gecoverd, onder andere door de Jonas Brothers en Robbie Williams.